# Newbridge RFC
Il Newbridge Rugby Football Club è una squadra gallese di rugby a 15 della città di Newbridge. Il team è stato fondato nel 1888 ed è entrato a far parte della Welsh Rugby Union nel 1911.
Attualmente partecipa alla WRU Division One East, la seconda serie gallese, dopo la retrocessione del 2006 dalla Welsh Premier Division.

## Giocatori noti
- Paul Turner
- Andrew Gibbs